# کانن پاورشات جی ۱ ایکس
کانن پاورشات جی وان ایکس (به انگلیسی: Canon PowerShot G1x) دوربین عکاسی دیجیتال نیمه حرفه‌ای پیشرفته از شرکت کانن می‌باشد. کانن جی وان ایکس در مورخه ۱۹ دی ۱۳۹۰ توسط شرکت کانن معرفی گردید و هم‌اکنون در بازار کشور ایران نیز عرضه می‌شود. این دوربین دارای سنسور CMOS در سایز ۱۴ در ۱۸٫۷ میلی‌متر می‌باشد و کیفیت آن با اینکه قابلیت تعویض لنز ندارد اما در رده دوربین‌های DSLR می‌باشد.

## مشخصات کلی
- مشخصات حسگر و پرونده: حسگر CMOS با کیفیت ۱۴ مگاپیکسل - تکنولوژی تشخیص چهره
- فیلم: ضبط ویدئویی با کیفیت اچ دی با سرعت ۲۴ فریم بر ثانیه
- لنز: بزرگنمایی اپتیکال ۴ برابر - زوم اپتیکال در حین فیلمبرداری
- فلاش: داخلی (Pop-Up) با برد ۷ متر
- سرعت شاتر: از ۱/۴۰۰۰ ثانیه تا ۶۰ ثانیه
- سرعت عکاسی پیاپی: ۱٫۱ فریم بر ثانیه
- حساسیت سنسور یا ISO: ایزو اتوماتیک و ۱۰۰ و ۲۰۰ و ۴۰۰ و ۸۰۰ و ۱۶۰۰ تا ۱۲۸۰۰
- صفحه نمایش: سه اینچ چرخشی
- کارت حافظه: SD/SDHC/SDXC
- باتری: لیتیوم